# Jiří Soják
Jirí Soják  (Brno, 13 de mayo de 1936 – 17 de octubre de 2012) era un botánico checo, especialista en Potentilla.

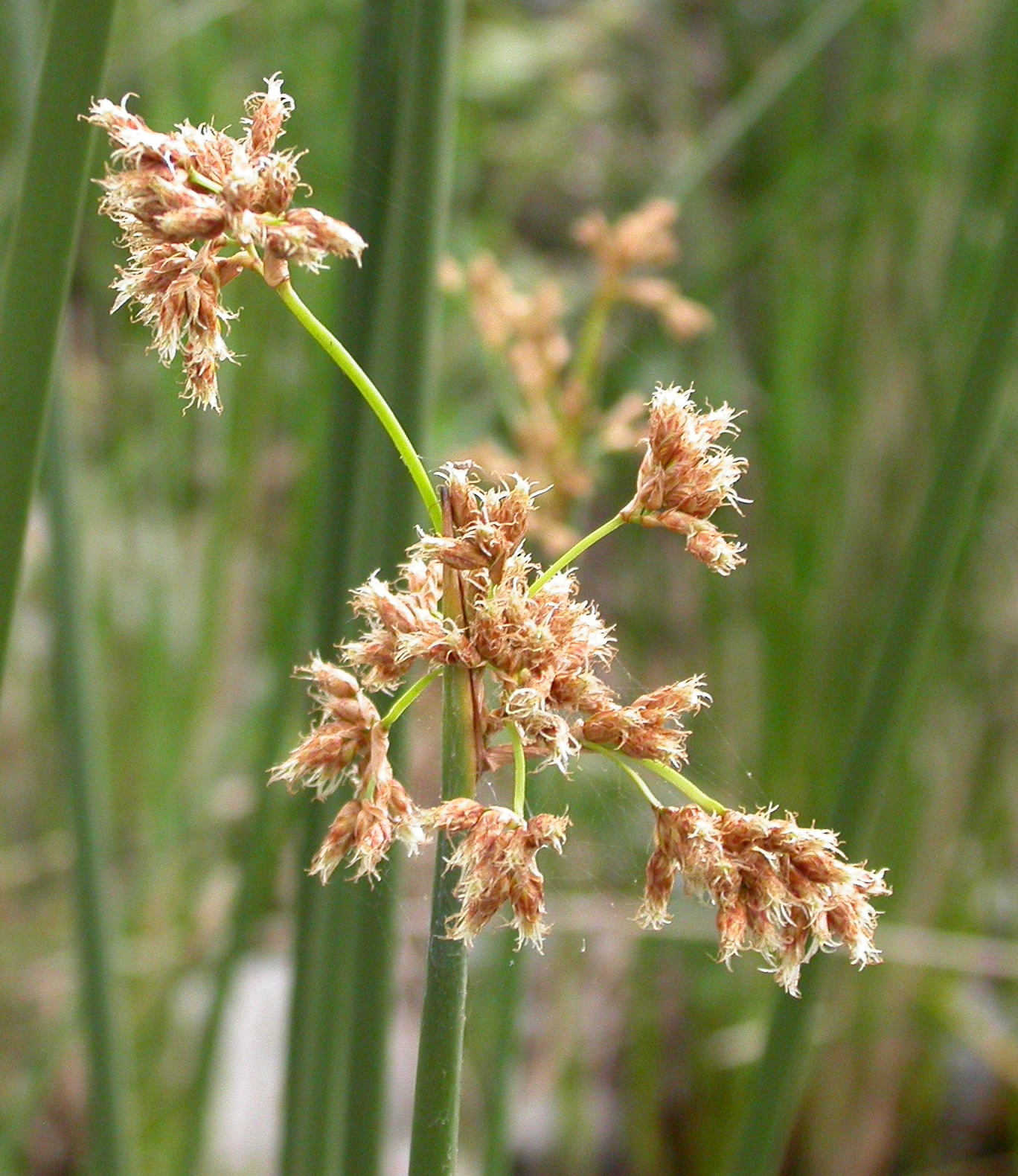
Schoenoplectus californicus

## Obra
- Soják, J. 1972. Doplňky k nomenklatuře některých rodů (Phanerogamae). Časopis Národního Muzea (Prague) Oddíl Přírodovědný 141: 61-63
- Soják, J. 1979. Fragmenta phylotaxonomica etnomenclatorica 1. Časopis Národního Muzea (Prague) Oddíl Přírodovědný 148: 193—209.
- Soják, J. 1985. Some new northern hybrids in Potentilla L. Preslia 57: 263—266
- Soják, J. 1986. Notes on Potentilla. I. Hybridogenous species derived from intersectional hybrids of sect. Niveae X sect. Multifideae. Botanische Jahrbücher für Systematic 106: 145—210
- Soják, J. 1989. Notes on Potentilla (Rosaceae) VIII. P. Mivea L. agg. Candollea 44: 741-62
- Soják, J. 2004. Potentilla L. (Rosaceae) and related genera in the former USSR (identification key, checklist and figures). Notes on Potentilla XVI. – Bot. Jahrb. Syst. 125: 253–340
- Soják, J. 2006. New infraspecific nomenclatural combinations in twelve American species of Drymocallis and Potentilla (Rosaceae) (Notas on Potentilla XVII.)Thaiszia – J. Bot. 16: 47-50

## Honores

### Epónimos
| - (Asteraceae) Atractylis sojakii Rech.f. - (Caryophyllaceae) Silene sojakii Melzh. - (Euphorbiaceae) Tithymalus sojakii (Chrtek & Křísa) Chrtek & Křísa | - (Fabaceae) Astragalus sojakii Podlech - (Fabaceae) Oxytropis sojakii Vassilcz. - (Ranunculaceae) Ranunculus sojakii Iranshahr & Rech.f. | - (Rosaceae) Alchemilla sojakii K.M.Purohit & Panigrahi - (Rubiaceae) Galium sojakii Ehrend. & Schönb.-Tem. - (Thymelaeaceae) Daphne sojakii Halda |

- La abreviatura «Soják» se emplea para indicar a Jiří Soják como autoridad en la descripción y clasificación científica de los vegetales.[11]